# Michaela Steinacker
Michaela Steinacker (* 30. Juni 1962 in Wien als Michaela Michalitsch) ist eine österreichische Politikerin (ÖVP) und Juristin. Von Oktober 2013 bis Oktober 2024 war sie Abgeordnete zum Nationalrat.

## Ausbildung und Beruf
Michaela Steinacker besuchte zwischen 1968 und 1972 die Volksschule in Mistelbach bzw. in Scheibbs und wechselte danach von 1972 bis 1976 an das neusprachliche Gymnasium in Wieselburg. Sie absolvierte von 1976 bis 1981 die Höhere Lehranstalt für wirtschaftliche Berufe in St. Pölten, die sie mit der Matura abschloss.
Danach studierte sie von 1981 bis 1986 Rechtswissenschaften an der Universität Wien. Nach ihrem Studium arbeitete Steinacker von 1986 bis 1988 als Büroleiterin in einem Ziviltechnikerbüro für technischen Umweltschutz und wurde danach von 1988 bis 1990 Ministersekretärin im Bundesministerium für Umwelt, Jugend und Familie. Sie absolvierte danach zwischen 1991 und 1992 ihr Rechtspraktikum und war danach von 1992 bis 1999 als Vorstandsassistentin und Leiterin der Bereiche Beteiligungsverwaltung und Recht der Österreichischen Realitäten Aktiengesellschaft. Sie fungierte im Anschluss von 1999 bis 2002 als Geschäftsführerin der Bauträger Kawog Wohnungseigentumsgesellschaft m.b.H sowie der Panhans Wohnungseigentumsgesellschaft m.b.H. und war danach von 2003 bis 2004 als Kaufmännische Geschäftsführerin der BIG Services Immobilienmanagementgesellschaft des Bundes mbH aktiv.
Danach wirkte sie zwischen 2005 und 2008 als Geschäftsführerin der ÖBB-Immobilienmanagement GmbH und der ÖBB-Werbecenter GmbH.
Nach ihrer Tätigkeit für die ÖBB wurde sie von 2008 bis 2013 als Geschäftsleiterin der Raiffeisen-Holding Niederösterreich-Wien tätig. Sie ist auch Generalbevollmächtigte und Beiratsvorsitzende für Immobilien der Raiffeisen evolution project development GmbH. Seit November 2014 ist sie Vizepräsidentin der Sportunion Österreich. Im Februar 2018 folgte sie Hartwig Löger interimistisch als Präsidentin der Sportunion nach, im Juli 2018 wurde sie von Peter McDonald in dieser Funktion abgelöst.
Laut GISA Gewerbeinformationssystem Österreich besitzt Steinacker eine Gewerbeberechtigung als Bauträger (§ 226 GewO 1994) am Standort Purkersdorf.

## Politik und Funktionen
Steinacker war von 1998 bis 2010 Mitglied des Landesvorstands ÖAAB Niederösterreich und wirkte zwischen 2001 und 2005 als Obfrau des ÖAAB Purkersdorf.
Sie war 1985 Mitbegründerin der katholischen akademischen Verbindung Norica Nova Wien und ist im Hilfswerk Austria International aktiv. Sie ist im Vorstand des Vereins der Freunde der Albertina und Vorstandsmitglied der Akademikerhilfe. Sie war 2013 Obfrau des Vereins „Anliegen für Österreich“ und von 2012 bis 2013 Präsidentin der Niederösterreichischen Volkswirtschaftlichen Gesellschaft.
Steinacker kandidierte bei der Nationalratswahl 2013 und erlangte ein Mandat über den Bundeswahlvorschlag. Sie wurde am 29. Oktober 2013 als Abgeordnete angelobt. Sie ist Obfrau des Justizausschusses im österreichischen Parlament und Justizsprecherin der ÖVP. Seit 2014 ist sie auch Obfrau der parlamentarischen Gruppe Österreich-Israel.
Nachdem Steinacker bei der Wahl 2017 den Wiedereinzug in den Nationalrat zunächst verfehlt hatte, profitierte sie als Nachrückerin noch vor der Parlamentseröffnung am 9. November 2017 vom Mandatsverzicht von Hans Jörg Schelling.
Für die Nationalratswahl 2024 verzichtete sie auf eine Kandidatur.

## Privates
Steinacker ist verheiratet und Mutter von zwei Kindern.